# Hyacinthe Delorme
 (septembre 2014).
Jacques-Hyacinthe Simon dit Delorme est le deuxième seigneur et le fondateur de la ville de Saint-Hyacinthe au Québec. Né le 3 septembre 1720 à Québec, il est mort le 24 octobre 1778 à Saint-Hyacinthe.

## Biographie

### Famille et formation
Fils de Jacques Simon dit Delorme et de Marie Rouillard, Jacques-Hyacinthe est le deuxième enfant et l'aîné des garçons de cette famille de sept enfants. Il a été baptisé le jour de sa naissance, le 3 septembre 1720, en la basilique-cathédrale Notre-Dame de Québec. Quoi qu'on le dise parfois issu d'une famille pauvre ou modeste, son père était un maître charron qui réussissait très bien en affaires. On peut d'ailleurs le constater en jetant un coup d'œil au fichier Parchemin, une banque de données notariales du Québec ancien, dans lequel on trouve pas moins de 12 actes concernant des transactions immobilières à son nom.
Suivant les traces de son père, et également de son oncle Joseph Simon dit Delorme, maître charpentier, il est passé d'apprenti, à menuisier, à compagnon, pour finalement devenir entrepreneur. En 1745, il atteint sa majorité (qui était fixée à l'âge de 25 ans à cette époque). Il entre alors au service de sa Majesté le roi Louis XV, dit le Bien-Aimé, en tant qu'entrepreneur pour les plates-formes, affûts et artillerie, ouvrages nécessaires à l'installation des canons. L'entreprise est fort lucrative car en 1747 et 1748 il fait l'achat de quelques emplacements situés sur la rue Saint-Louis à Québec.

### Départ de Québec
Le 25 octobre 1753, il achète de François-Pierre de Rigaud de Vaudreuil la seigneurie de Maska, une des deux plus vastes au pays à avoir été concédée avant la conquête, avec ses trente-six lieues de superficie, sur les deux rives de la rivière Yamaska. La transaction qui fut signée en l'étude de Maître Christophe-Hilarion Dulaurent de Québec se résume ainsi : « Vente d'une terre en fief et seigneurie le long de la rivière de Maska par Pierre-François Rigaud, écuyer, chevalier, seigneur de vaudreuil, chevalier de l'Ordre royal de St-Louis et gouverneur des villes et gouvernement des Trois-Rivières et Louise Fleury de la Gorgendière, son épouse, à Hyacinthe Delorme, entrepreneur pour les plates-formes, affûts et artillerie pour le service du Roi. » Cette vente fut conclue pour un montant de 4 000 francs, soit environ $800.00 (dollars). Il est à noter que bien que ce Pierre-François Rigaud soit officiellement reconnu comme le premier seigneur en titre de la seigneurie de Maska, qu'il avait reçue de Louis XV en 1748, il n'y a jamais mis les pieds, trop occupé par ses obligations militaires.
Cette seigneurie au temps de Delorme couvrait, en plus du grand Saint-Hyacinthe, les villages et paroisses actuelles (2014) de : Saint-Damase, Sainte-Madeleine, Sainte-Marie-Madeleine, Rougemont, Saint-Césaire, Ange-Gardien, Saint-Pie, Saint-Dominique et La Présentation.
Hyacinthe Delorme quitte Québec au début de l'été 1754 et remonte le Saint-Laurent jusqu'à l'embouchure de la rivière Yamaska. Il s'installe d'abord à Saint-François-du-Lac où il fait la connaissance de Marie-Josèphe Jutras dite Desrosiers, la fille unique du seigneur du lieu, qu'il épouse le 25 février 1756. L'année suivante, elle lui donne un premier enfant, un fils qui est baptisé Jean-Baptiste-Hyacinthe. Il ne survit que vingt-trois jours et est enterré dans le cimetière paroissial.
C'est au mois d'août de cette année 1757 que Delorme quitte Saint-François-du-Lac en compagnie de son épouse et de six défricheurs qu'il avait engagés pour venir s'établir dans sa seigneurie. En remontant la rivière Yamaska, qui doit son nom au mots abénaquis dont il est formé : iamitaw qui signifie beaucoup et askaw, qui signifie foin ou jonc, le petit groupe doit s'arrêter à un endroit où il y a des rapides. Delorme nomme cet endroit le Rapide-Plat.
C'est là qu'il fait construire un modeste manoir en bois et le premier moulin à scie, sur un petit affluent de la rivière Yamaska qu'il nomme la rivière Delorme. Durant les premières années, le jeune seigneur se consacre exclusivement à l'exploitation forestière en faisant la coupe et le commerce du bois pour la marine marchande.
En 1758, son épouse donne naissance à des jumelles, Geneviève et Claire. La première meurt à trente-huit jours et la seconde à cinq mois. Les deux petites sont enterrées dans le cimetière de Saint-Michel-d'Yamaska.

### Arrivée des premiers colons
En 1763, il décide de donner un nouveau nom à sa seigneurie. Il choisit celui de son saint patron qui était un frère précheur de Cracovie en Pologne. On l'appelle depuis Saint-Hyacinthe. Il commence à accorder les premières concessions à des colons, en aval et en amont du Rapide-Plat. Cette année-là, dix-huit colons deviennent officiellement des maskoutains.
En 1764, Delorme voit naître une autre fille, baptisée Marie-Josèphe comme sa mère. Elle sera la seule enfant du couple à survivre et épousera plus tard (en 1779) Dominique Debartzch. En 1772, le seigneur Delorme perd son épouse qui rend l'âme le 26 juillet, à l'âge de 38 ans. Elle est enterrée dans son village natal, Saint-François-du-Lac.
En cette même année 1772, Delorme fait construire un nouveau moulin à scie et à farine à la cascade. Par la suite, on a longtemps appelé cet endroit dans les actes de concessions de cette période, la cascade du moulin. La rue principale du centre-ville de Saint-Hyacinthe, nommée Des Cascades, débouche à son extrémité ouest à cet endroit, voisin du pont Barsalou.
Déjà à cette époque, Hyacinthe Delorme, dans son esprit visionnaire, envisageait de faire de cette partie de la seigneurie le noyau central de développement. Il s'y était d'ailleurs réservé un vaste domaine pour son exploitation personnelle. Cet emplacement engloberait de nos jours le quartier Christ-Roi, le parc Casimir-Dessaulles, le palais de justice et une partie du quartier Bourg-Joli.

### Dernières années et héritage
En 1774, alors âgé de 54 ans, il se remarie avec Marie-Anne Crevier dite Descheneaux, âgée de 24 ans et elle aussi originaire de St-François-du-Lac. De cette union sont nés trois enfants : Marie-Anne, née et décédée en 1776, Hyacinthe-Marie, né en 1777, et la dernière, Marie-Anne-Josette, née en 1779. Elle épousera en 1800 Claude Dénéchau qui sera plus tard élu à la Chambre d'Assemblée du Bas-Canada.
Hyacinthe Delorme n'a pas connu cette dernière enfant puisqu'il est décédé le 24 octobre 1778, à l'âge de 58 ans. Il n'aura pas eu le temps de réaliser tous les projets qu'il avait en tête pour ses terres. Sa dépouille fut enterrée au premier cimetière de l'époque, au Rapide-Plat. Vingt ans plus tard (en 1798), lorsque fut construite la première église en pierres dédiée à Notre-Dame-du-Rosaire, son corps fut exhumé et transporté dans la crypte, du côté de l'épître, sous le banc seigneurial.
Sa veuve prit en charge la seigneurie pendant trois ans en tant que tutrice des trois enfants mineurs. Par la suite, elle donna une procuration au curé François Noiseux de Beloeil pour l'épauler. En 1797, elle fit appel à son neveu, Jean Dessaulles, qui prit la relève jusqu'au moment où l'unique descendant mâle, Hyacinthe-Marie, atteignit sa majorité. C'est ce dernier qui a fait construire le manoir en pierres qui se dressait où se situe aujourd'hui le parc Casimir-Dessaulles. On a d'ailleurs marqué au sol l'emplacement exact du manoir qui fut démoli en 1876. Tous s'entendent à dire que Hyacinthe-Marie Delorme a grandement contribué à l'expansion de la seigneurie fondée par son père.
Marie-Anne Crevier dite Descheneaux, deuxième épouse du seigneur Hyacinthe Delorme, est décédée en 1801 à l'âge de cinquante-deux ans. Quant à leur fils, Hyacinthe-Marie, il est décédé prématurément en 1814, à l'âge de 36 ans. Leurs dépouilles ont été inhumées dans la crypte de l'église Notre-Dame-du-Rosaire, aux côtés du seigneur, comme en fait foi la plaque qui a été apposée sur la façade de l'église en 2002 par la Société d'histoire régionale de Saint-Hyacinthe.
Célibataire, Hyacinthe-Marie avait légué par testament sa part de la seigneurie (la moitié) à son cousin Jean Dessaulles. Ce dernier a épousé Marie-Rosalie Papineau, la sœur de Louis-Joseph Papineau, chef des Patriotes de 1837.

## Hommages
En 1948, à l'occasion du 200e anniversaire de la seigneurie de Maska, on a érigé deux monuments à la mémoire du seigneur Jacques-Hyacinthe Simon dit Delorme. L'un se trouve à l'endroit où le seigneur a fait construire son moulin et son manoir, au Rapide-Plat. Le second est situé au centre-ville de Saint-Hyacinthe, sur la rue Dessaulles, entre les avenues Concorde et Sainte-Marie. On a également nommé une rue en son honneur. Cette rue Delorme est située dans le quartier Bourg-Joli, non loin derrière la gare. La polyvalente de Saint-Hyacinthe porte aussi le nom du fondateur, la polyvalente Hyacinthe-Delorme.

### Archives
- Programme de Recherches en Démographie Historique de l'Université de Montréal[réf. incomplète]
- Fichier Parchemin[réf. incomplète]